# Burnaby
Burnaby és una ciutat de la regió de Lower Mainland de la Colúmbia Britànica, al Canadà.
Situat al centre de la península de Burrard, té la ciutat de Vancouver a l'oest, el districte de North Vancouver a través de la confluència de Burrard Inlet amb el seu braç indi al nord, Port Moody i Coquitlam a l'est, New Westminster i Surrey a través del riu Fraser al sud-est, i Richmond a l'illa de Lulu al sud-oest. Té una població de 249.125 segons el cens de 2021.
Burnaby es va incorporar el 1892 i va aconseguir el seu estatus de ciutat el 1992. Forma part del Districte regional del Gran Vancouver i és la tercera ciutat més gran de la Colúmbia Britànica per població (després de Vancouver i Surrey), a més de ser la seu del govern del districte regional. Al 25% de la terra de Burnaby hi ha parcs i espais oberts, és un dels percentatges més alts d'Amèrica del Nord.
Els campus principals de la Universitat Simon Fraser i l'Institut de Tecnologia de la Columbia Britànica es troben a Burnaby. És la seu d'empreses d'alta tecnologia com Ballard Power (pila de combustible), Clio (programari), D-Wave (computació quàntica), General Fusion (energia de fusió) i EA Vancouver. Burnaby's Metropolis at Metrotown és el centre comercial més gran de la Colúmbia Britànica, el tercer més visitat del Canadà i el cinquè més gran del país. Hi ha l'estudi de producció de cinema i televisió més gran del Canadà i és la seu de més del 60% dels escenaris sonors de BC, contribuint al creixement de Hollywood North.
Elements rellevants pel transport de Burnaby són l'Expo Line i la Millennium Line de SkyTrain. L'estació de Metrotown de Metrotown és l'estació més concorreguda els caps de setmana i la segona els dies laborables del sistema de trànsit urbà regional de Vancouver a partir del 2021.